# Kim Dae-wook
Kim Dae-Wook, (Seul, 23 de novembro de 1987) é um futebolista sul-coreano que atua como meio-campo no Auckland City.